# Kreis Schleiden
Der Kreis Schleiden war ein Landkreis in der Eifel im ehemaligen Regierungsbezirk Aachen der preußischen Rheinprovinz bzw. des Landes Nordrhein-Westfalen. Er entstand 1829 durch Umbenennung aus dem Kreis Gemünd. Kreisstadt war Schleiden. Der Kreis gehörte bis 1946 zur Rheinprovinz und seitdem zu Nordrhein-Westfalen. Er ging 1972 im Rahmen der kommunalen Neugliederung des Landes bis auf vier Orte, die dem Kreis Düren und zwei Orten (Einruhr und Hirschrott mit der Wüstung Leykaul) die dem Kreis Aachen zugeschlagen wurden, im Kreis Euskirchen auf.

## Nachbarkreise
Der Kreis Schleiden grenzte 1971 im Uhrzeigersinn im Nordwesten beginnend an die Kreise Monschau, Düren und Euskirchen (alle in Nordrhein-Westfalen) sowie an die Landkreise Ahrweiler, Daun und Bitburg-Prüm (alle in Rheinland-Pfalz). Im Westen grenzte er an die belgische Provinz Lüttich.

## Geschichte

Der Kreis Schleiden auf einer Karte aus dem Jahr 1905

### Verwaltungsgeschichte
Der Kreis Schleiden ging aus dem Kreis Gemünd hervor, der 1816 bei der Neuordnung der preußischen Rheinprovinzen im Regierungsbezirk Aachen eingerichtet worden war. 1829 wurde er in „Kreis Schleiden“ umbenannt, nachdem der Landratssitz nach Schleiden verlegt worden war. Der Kreis Schleiden setzte sich anfänglich aus den 23 Bürgermeistereien Blankenheim, Bleibuir, Dollendorf, Dreiborn, Eicks, Gemünd, Heimbach, Hellenthal, Hollerath, Holzmülheim, Kall, Keldenich, Kronenburg, Lommersdorf, Marmagen, Nöthen, Schleiden, Tondorf, Udenbreth, Vussem, Wahlen, Wallenthal und Weyer zusammen. Die Bürgermeistereien Holzmülheim und Tondorf wurden später zu einer gemeinsamen Bürgermeisterei zusammengeschlossen. 
Mit der Einführung der Gemeindeordnung für die Rheinprovinz von 1845 wurden die meisten Bürgermeistereien des Kreises in mehrere Gemeinden untergliedert. Gemünd erhielt 1856 und Schleiden 1857 die Rheinische Städteordnung. Die bis dahin zur Bürgermeisterei Schleiden gehörenden Gemeinden Broich, Bronsfeld, Harperscheid, Oberhausen und Schöneseiffen bildeten seitdem die Bürgermeisterei Harperscheid. Im Kreis Schleiden bestanden seitdem auf einer Fläche von 824 km² 23 Bürgermeistereien mit insgesamt 76 Gemeinden:
| Bürgermeisterei     | Gemeinden (1885)                                                                             |
| ------------------- | -------------------------------------------------------------------------------------------- |
| Blankenheim         | Blankenheim, Blankenheimerdorf, Mülheim, Reetz                                               |
| Bleibuir            | Bleibuir, Hergarten, Vlatten                                                                 |
| Dollendorf          | Alendorf, Dollendorf, Hüngersdorf, Ripsdorf, Waldorf                                         |
| Dreiborn            | Dreiborn                                                                                     |
| Eicks               | Berg, Eicks, Floisdorf, Glehn, Hostel                                                        |
| Gemünd              | Gemünd (Stadt)                                                                               |
| Harperscheid        | Broich, Bronsfeld, Harperscheid, Oberhausen, Schöneseiffen                                   |
| Heimbach            | Hausen, Heimbach                                                                             |
| Hellenthal          | Hellenthal                                                                                   |
| Hollerath           | Hollerath                                                                                    |
| Holzmülheim-Tondorf | Bouderath, Buir, Engelgau, Frohngau, Holzmülheim, Lindweiler, Roderath, Rohr, Tondorf        |
| Kall                | Frohnrath, Golbach, Heistert, Kall, Rinnen, Sistig, Sötenich (Bgm. Kall)                     |
| Keldenich           | Keldenich, Sötenich (Bgm. Keldenich)                                                         |
| Kronenburg          | Baasem, Dahlem, Kronenburg                                                                   |
| Lommersdorf         | Ahrdorf, Freilingen, Lommersdorf, Uedelhoven                                                 |
| Marmagen            | Marmagen, Nettersheim, Schmidtheim, Urft                                                     |
| Nöthen              | Hohn, Nöthen, Pesch                                                                          |
| Schleiden           | Schleiden (Stadt)                                                                            |
| Udenbreth           | Berk, Udenbreth                                                                              |
| Vussem              | Breitenbenden, Harzheim, Holzheim, Lorbach, Mechernich, Roggendorf, Strempt, Vussem-Bergheim |
| Wahlen              | Wahlen                                                                                       |
| Wallenthal          | Wallenthal                                                                                   |
| Weyer               | Kallmuth, Weyer, Zingsheim                                                                   |

Die Bürgermeisterei Vussem wurde um 1900 in Bürgermeisterei Mechernich umbenannt. Die Gemeinden Strempt und Roggendorf wurden 1914 in die Gemeinde Mechernich eingegliedert. Nach dem Ersten Weltkrieg wurde die Gemeinde Losheim in den Kreis Schleiden eingegliedert. Losheim war 1919 als Teil des Kreises Malmedy an Belgien gefallen, kehrte aber nach Nachverhandlungen 1921 zum Deutschen Reich zurück. Wie in der gesamten Rheinprovinz wurden seit dem 1. Januar 1928 die Bürgermeistereien des Kreises als Ämter bezeichnet. In den 1930er Jahren wurden die Gemeinden Frohnrath und Heistert in die Gemeinde Sistig eingegliedert. Außerdem wurden die beiden Sötenicher Teilgemeinden und die Gemeinde Rinnen zur Gemeinde Sötenich zusammengeschlossen.
Vom 1. April 1949 bis zum 28. August 1958 gehörte Losheim erneut zu Belgien, bis es auf der Basis des deutsch-belgischen Grenzvertrages von 1956 zur Bundesrepublik Deutschland und zum Kreis Schleiden zurückkehrte. Von den 1930er bis zu den 1960er Jahren wurde die Zahl der Ämter des Kreises mehrfach reduziert, unter anderem wurden die Ämter Bleibuir und Eicks im Jahre 1949 zum neuen Amt Hergarten zusammengeschlossen. Am 8. April 1959 wurden Heimbach die Stadtrechte verliehen. Im Landkreis Schleiden existierten 1967 drei amtsfreie Gemeinden und neun Ämter mit insgesamt 68 amtsangehörigen Gemeinden:
| Ämter        | Gemeinden (1967) |
| ------------ | --- |
| amtsfrei     | Dreiborn, Gemünd (Stadt), Schleiden (Stadt) |
| Blankenheim  | Ahrdorf, Alendorf, Blankenheim, Blankenheimerdorf, Dollendorf, Freilingen, Hüngersdorf, Lommersdorf, Mülheim, Reetz, Ripsdorf, Uedelhoven, Waldorf |
| Harperscheid | Broich, Bronsfeld, Harperscheid, Oberhausen, Schöneseiffen                                                                                         |
| Heimbach     | Hausen, Heimbach (Stadt) |
| Hellenthal   | Hellenthal, Hollerath, Losheim, Udenbreth |
| Hergarten    | Berg, Bleibuir, Eicks, Floisdorf, Glehn, Hergarten, Hostel, Vlatten                                                                                |
| Kall         | Golbach, Kall, Keldenich, Sistig, Sötenich, Urft, Wahlen, Wallenthal                                                                               |
| Mechernich   | Breitenbenden, Harzheim, Holzheim, Lorbach, Mechernich, Vussem-Bergheim                                                                            |
| Schmidtheim  | Baasem, Berk, Dahlem, Kronenburg, Marmagen, Nettersheim, Schmidtheim                                                                               |
| Zingsheim    | Bouderath, Buir, Engelgau, Frohngau, Hohn, Holzmülheim, Kallmuth, Lindweiler, Nöthen, Pesch, Roderath, Rohr, Tondorf, Weyer, Zingsheim             |

Im Rahmen der nordrhein-westfälischen Gebietsreform wurden zunächst am 1. Juli 1968 Heimbach und Hausen zu einer neuen, größeren Stadt Heimbach zusammengeschlossen. Gleichzeitig wurde das Amt Heimbach aufgelöst. Am 1. Juli 1969 trat das Gesetz zur Neugliederung von Gemeinden des Landkreises Schleiden in Kraft:
- Ahrdorf, Alendorf, Blankenheim, Blankenheimerdorf, Dollendorf, Freilingen, Hüngersdorf, Lindweiler, Lommersdorf, Mülheim, Reetz, Ripsdorf, Rohr, Uedelhoven und Waldorf wurden zu einer neuen, größeren Gemeinde Blankenheim zusammengeschlossen.
- Baasem, Berk, Dahlem, Kronenburg und Schmidtheim wurden zu einer neuen, größeren Gemeinde Dahlem zusammengeschlossen.
- Heimbach, Hergarten und Vlatten wurden zu einer neuen, größeren Stadt Heimbach zusammengeschlossen.
- Hellenthal, Hollerath, Losheim und Udenbreth wurden zu einer neuen, größeren Gemeinde Hellenthal zusammengeschlossen.
- Golbach, Kall, Keldenich, Sistig, Sötenich, Urft, Wahlen und Wallenthal wurden zu einer neuen, größeren Gemeinde Kall zusammengeschlossen.
- Berg, Bleibuir, Breitenbenden, Eicks, Floisdorf, Glehn, Harzheim, Holzheim, Hostel, Kallmuth, Lorbach, Mechernich, Vussem-Bergheim und Weyer wurden zu einer neuen, größeren Gemeinde Mechernich zusammengeschlossen.
- Bouderath, Buir, Engelgau, Frohngau, Holzmülheim, Marmagen, Nettersheim, Pesch, Roderath, Tondorf und Zingsheim wurden zu einer neuen, größeren Gemeinde Nettersheim zusammengeschlossen.
- Die Ämter Blankenheim, Hellenthal, Hergarten, Kall, Mechernich, Schmidtheim und Zingsheim wurden aufgelöst.

Gleichzeitig schieden durch das Gesetz zur Neugliederung des Landkreises Euskirchen Hohn und Nöthen aus dem Landkreis Schleiden aus und wurden Teil der Stadt Bad Münstereifel im Kreis Euskirchen.
Am 1. Oktober 1969 wurde aus dem Landkreis Schleiden, der nun noch 15 Städte und Gemeinden umfasste, der Kreis Schleiden.
Das Aachen-Gesetz brachte am 1. Januar 1972 weitere Gemeindezusammenschlüsse und das Ende des Kreises Schleiden:
- Broich, Bronsfeld, Dreiborn, Gemünd, Harperscheid, Oberhausen, Schleiden und Schöneseiffen wurden zu einer neuen, größeren Stadt Schleiden zusammengeschlossen.
- Das Amt Harperscheid wurde aufgelöst.
- Blankenheim, Dahlem, Mechernich, Hellenthal, Kall, Nettersheim und Schleiden wurden in den neuen, größeren Kreis Euskirchen eingegliedert.
- Die Orte Einruhr und Hirschrott schieden aus dem Landkreis aus und wurden Teil von Simmerath (Kreis Aachen).
- Heimbach wurde Teil der Stadt Nideggen im Kreis Düren. Bereits am 4. August desselben Jahres wurde Heimbach durch Gerichtsbeschluss wieder eine eigenständige Stadt im Kreis Düren.

### Einwohnerentwicklung
| Jahr | Einwohner gesamt | Protestanten | Katholiken | Quelle |
| ---- | ---------------- | ------------ | ---------- | ------ |
| 1816 | 28.795           |              |            | [ 14 ] |
| 1825 | 31.357           | 1.416        | 29.767     | [ 15 ] |
| 1852 | 36.207           | 1.764        | 34.215     | [ 16 ] |
| 1871 | 42.638           |              |            | [ 17 ] |
| 1880 | 45.564           |              |            | [ 17 ] |
| 1890 | 44.809           | 1.763        | 43.646     | [ 18 ] |
| 1900 | 44.839           | 1.843        | 42.624     | [ 18 ] |
| 1910 | 47.029           | 1.923        | 44.760     | [ 18 ] |
| 1925 | 49.179           | 2.054        | 46.780     | [ 18 ] |
| 1933 | 50.997           | 2.068        | 48.615     | [ 18 ] |
| 1939 | 54.340           | 2.785        | 49.967     | [ 18 ] |
| 1950 | 59.375           |              |            | [ 18 ] |
| 1960 | 61.100           |              |            | [ 18 ] |
| 1961 | 60.237           |              |            | [ 19 ] |
| 1969 | 64.500           |              |            | [ 18 ] |
| 1970 | 64.718           |              |            | [ 19 ] |
| 1971 | 65.900           |              |            | [ 20 ] |

### Zuständigkeiten
Zuständige Gerichte waren 1894 das Amtsgericht Blankenheim, das Landgericht Aachen und das Oberlandesgericht Köln sowie später in der unteren Instanz das Amtsgericht Gemünd. Zuständige Finanzämter waren seit 1927 das Finanzamt Gemünd und das Landesfinanzamt Köln.
Zuständige Militärdienststelle in der Zeit der Monarchie war bis 1918 das Bezirkskommando Montjoie im Rahmen des VIII. Armeekorps. 
Von 1933 bis 1945 gehörte der Kreis Schleiden zum NSDAP-Gau Köln-Aachen.
Die evangelische Kirche im Kreis Schleiden gehörte zur altpreußischen Union, Kirchenprovinz Rheinland, die katholischen Einrichtungen bis 1930 zum Erzbistum Köln, seit zweiter Gründung des Bistums Aachen hierzu.

### Wappen
| Wappen von Kreis Schleiden | Blasonierung: „Geviert; im 1. goldenen (gelben) Feld ein roter Zickzackbalken, im 2. goldenen (gelben) Feld ein schwarzer Löwe, im 3. silbernen (weißen) Feld ein schwarzes durchgehendes Kreuz und im 4. roten Feld drei 2:1 gestellte goldene (gelbe) Rosen.“ |
| Wappen von Kreis Schleiden | Wappenbegründung: Das von Richard Schwarzkopf entworfene Wappen wurde 1935 vom preußischen Staatsministerium genehmigt. Der Zickzackbalken erinnert an die Grafen von Manderscheid, welche im Kreisgebiet mit den zwei Linien Blankenheim und Schleiden vertreten waren. Der Löwe des Herzogtums Jülich bezieht sich auf die Herrschaften Dreiborn und Wildenburg sowie das Amt Heimbach. Für das Kurfürstentum Köln, dem die Herrschaften Steinfeld, Urft, Marmagen und Wahlen nebst Weyer und dem halben Zingsheim unterstanden, steht das schwarze Kreuz. Als vierter Landesherr wurde der Herzog von Arenberg mit dem Motiv der arenbergschen Erbtochter, den drei goldenen Mispelblüten (fälschlich Rosen) berücksichtigt. |

## Politik

### Ergebnisse der Kreistagswahlen ab 1946
In der Liste werden nur Parteien und Wählergemeinschaften aufgeführt, die mindestens zwei Prozent der Stimmen bei der jeweiligen Wahl erhalten haben.
Hinweis
Der Kreis wies bei der Wahl 1952 einen recht hohen Stimmenanteil (5,8 %) für unabhängige Kandidaten auf.
Stimmenanteile der Parteien in Prozent
| Jahr | CDU  | SPD  | FDP  | UWV  | DZP |
| ---- | ---- | ---- | ---- | ---- | --- |
| 1946 | 85,5 | 12,1 |      |      |     |
| 1948 | 65,4 | 25,7 |      |      | 0,1 |
| 1952 | 56,0 | 14,2 | 19,3 |      | 4,2 |
| 1956 | 64,3 | 10,7 | 17,7 |      | 6,4 |
| 1961 | 66,7 | 10,8 | 14,5 | 05,6 | 2,4 |
| 1964 | 60,4 | 15,4 | 13,6 | 10,5 |     |
| 1969 | 56,1 | 20,6 | 11,8 | 08,2 | 3,3 |

Bei der Wahl im Jahr 1948 erreichten unabhängige Kandidaten 8,3 % der gültigen Stimmen. 1952 waren es 5,8 %.

### Landräte

Der erste Landrat des Kreises Schleiden war Clemens August Freiherr von Syberg (1754–1833), Herr auf Burg Eicks

| Amtsantritt                   | Name                        | Lebensdaten                             |
| ----------------------------- | --------------------------- | --------------------------------------- |
| 1816 (im Kreis Gemünd) / 1826 | Clemens August von Syberg   | * 8. Dezember 1754, † 21. April 1833    |
| 29. November 1829             | Richard Beissel von Gymnich | * 28. August 1802; † 21. April 1879     |
| 1. Oktober 1863               | Clemens von Harff           | * 6. August 1821; † 21. Januar 1895     |
| 26. Februar 1895              | Hermann von Schlechtendal   | * 11. Januar 1859; † 7. November 1920   |
| 10. November 1906             | Albert Kreuzberg            | * 25. August 1871; † 28. Februar 1916   |
| 17. Juli 1916                 | Josef von Spee              | * 18. April 1876; † 10. November 1941   |
| 28. Juli 1933                 | Josef Schramm               | * 2. April 1901; † 2. September 1991    |
| 7. April 1945                 | Bruno Klausener             | * 1887; † 22. Juni 1967                 |
| 11. November 1948             | Peter Lauterbach            | * 21. Januar 1896                       |
| 14. Dezember 1951             | Willy Müller                |                                         |
| 12. Dezember 1952             | Karl-Theodor Molinari       | * 7. Februar 1915; † 11. Dezember 1993  |
| 23. November 1954             | Georg Linden                | * 17. November 1911                     |
| 26. November 1969             | Peter Milz                  | * 7. Dezember 1934; † 26. November 1986 |

### Oberkreisdirektoren
- 1947–1948: Anton Graff
- 1949–1960: Felix Gerhardus
- 1960–1972: Matthias Birkenheier (einstweiliger Ruhestand 30. September 1965)
- 1965–1970: Gustav Mertens
- 1971:–9999 Josef Pelster

## Kfz-Kennzeichen
Am 1. Juli 1956 wurde dem Landkreis Schleiden bei der Einführung der bis heute gültigen Kfz-Kennzeichen das Unterscheidungszeichen SLE zugewiesen. Es wurde bis zum 31. Dezember 1971 ausgegeben. Seit dem 20. Februar 2013 ist es aufgrund der Kennzeichenliberalisierung im Kreis Euskirchen und seit 15. Juli 2015 im Kreis Düren erhältlich.